# Ikitsu Shoji
Shoji Ikitsu (sinh ngày 20 tháng 5 năm 1977) là một cầu thủ bóng đá người Nhật Bản.

## Sự nghiệp câu lạc bộ
Shoji Ikitsu đã từng chơi cho Avispa Fukuoka và Sagan Tosu.